# World-Inline-Cup 2014
Der World-Inline-Cup 2014 wurde für Frauen und Männer an vier Stationen ausgetragen. Der Auftakt fand am 25. Mai 2014 in Rennes und das Finale am 21. Juni 2014 in Ostrava statt.

## Frauen
| WIC                                                        | Ort     | Sieg                                 | Platz 2                                  | Platz 3                                  |
| ---------------------------------------------------------- | ------- | ------------------------------------ | ---------------------------------------- | ---------------------------------------- |
| Class 1 25. Mai                                            | Rennes  | Francesca Lollobrigida X-Tech/Alessi | Katharina Rumpus Powerslide Matter World | Nicole Begg X-Tech/Alessi                |
| Top Class 1. Juni                                          | Incheon | Hwang Jisu                           | Lee Seul                                 | Jang Suji                                |
| Class 1 15. Juni                                           | Dijon   | Francesca Lollobrigida X-Tech/Alessi | Dan Guo                                  | Katharina Rumpus Powerslide Matter World |
| Class 1 21. Juni                                           | Ostrava | Aleksandra Goss Jabra Roller Team    | Nicole Begg X-Tech/Alessi                | Kateřina Novotná                         |
| Europameisterschaften in Geisingen, 25. Juli bis 7. August |         |                                      |                                          |                                          |
| Weltmeisterschaften in Rosario, 6. bis 15. November        |         |                                      |                                          |                                          |

| Rang | Name                   | Team              |
| ---- | ---------------------- | ----------------- |
| 1    | Francesca Lollobrigida | X-TECH/Alessi     |
| 2    | Alexandra Goss         | Jabra Roller Team |
| 3    | Nicole Begg            | X-TECH/Alessi     |

## Männer
| WIC                                                        | Ort     | Sieg                                | Platz 2                             | Platz 3                          |
| ---------------------------------------------------------- | ------- | ----------------------------------- | ----------------------------------- | -------------------------------- |
| Class 1 25. Mai                                            | Rennes  | Bart Swings Powerslide Matter World | Nolan Beddiaf EOSkates              | Guillaume de Mallevoue           |
| Top Class 1. Juni                                          | Incheon | Yann Guyader EOSkates               | Lee Yeongu                          | Patxi Peula EOSkates             |
| Class 1 15. Juni                                           | Dijon   | Guillaume de Mallevoue              | Bart Swings Powerslide Matter World | Yann Guyader EOSkates            |
| Class 1 21. Juni                                           | Ostrava | Nolan Beddiaf EOSkates              | Yann Guyader EOSKates               | Ondrej Suchy Czech National Team |
| Europameisterschaften in Geisingen, 25. Juli bis 7. August |         |                                     |                                     |                                  |
| Weltmeisterschaften in Rosario, 6. bis 15. November        |         |                                     |                                     |                                  |

| Rang | Name          | Team                    |
| ---- | ------------- | ----------------------- |
| 1    | Yann Guyader  | EOSkates                |
| 2    | Nolan Beddiaf | EOSkates                |
| 3    | Bart Swings   | Powerslide Matter World |